# Гудым, Валерия Васильевна
Валерия Васильевна Гудым (род. 1 марта 1995 года в Киеве) — украинская спортсменка, художественная гимнастка. Участница и финалистка Олимпийских игр 2012 и 2016, многократная чемпионка и призёр трёх летних Универсиад (2013, 2015, 2017), бронзовый призёр чемпионата мира 2013, серебряный и бронзовый призёр первых Европейских игр 2015 в Баку.

## Спортивная карьера
На летней Универсиаде в Казани Валерия выступала в трёх групповых дисциплинах вместе с Еленой Дмитраш, Александрой Гридасовой, Евгенией Гомон, Светланой Прокоповой и Викторией Мазур, спортсменки завоевали серебряную и две бронзовые награды.
«Серебро» они завоевали в командном многоборье, набрав 32,599 балла, первое место завоевали россиянки с результатом 35,100.
Ещё две бронзовые медали Валерия со своей командой завоевала в групповых упражнениях с десятью булавами (16,533), а также с тремя мячами и двумя лентами (16,200).
На чемпионате мира в Киеве, который проходил с 28 августа по 1 сентября 2013, Валерия выступала в трёх дисциплинах и завоевала бронзовую медаль в групповом упражнении с десятью булавами вместе с Викторией Мазур, Евгенией Гомон, Викторией Шинкаренко, Еленой Дмитраш и Светланой Прокоповой. Украинки успешно преодолели квалификацию (пятое место), сумев попасть в число восьми команд, которые в финале разыгрывали медали чемпионата мира. Показанная в финале композиция принесла украинкам 17,208 баллов и третье место. «Золото» выиграла сборная Испании (17,350), «серебро» у итальянок (17,300).
В упражнении с тремя мячами и двумя лентами украинская команда провалила выступление, показав 21-й результат среди 29 сборных. Вместе с пятым местом в квалификации в упражнении с десятью булавами в итоге украинские гимнастки заняли 15-е место.
На летней Универсиаде в Кванджу Валерия Гудым в составе сборной Украины (вместе с Евгенией Гомон, Александрой Гридасовой, Еленой Дмитраш и Анастасией Мульминой) завоевала «золото» в групповых упражнениях с булавами и обручами и «серебро» — в упражнении с лентами и в многоборье среди групп.
Участвовала в Олимпиаде 2016 года в Рио-де-Жанейро, где в финале группового многоборья заняла седьмое место.